# Tour de Lombardie 1957
La 51e édition du Tour de Lombardie a eu lieu le 20 octobre 1957. Le parcours s'est déroulé entre Milan et Milan sur une distance de 240 kilomètres. La course a été remportée par le coureur italien Diego Ronchini.

## Classement final
| Place | Coureur         | Équipe        | Temps           |
| ----- | --------------- | ------------- | --------------- |
| 1     | Diego Ronchini  | Bianchi       | 6 h 09 min 45 s |
| 2     | Bruno Monti     | Atala-Pirelli | m.t.            |
| 3     | Aurelio Cestari | Atala-Pirelli | m.t.            |
| 4     | André Vlayen    | Ghigi         | à 16 s          |
| 5     | Raymond Impanis | Peugeot       | m.t.            |
| 6     | André Darrigade | Helyett       | m.t.            |
| 7     | Angelo Conterno | Bianchi       | m.t.            |
| 8     | Cleto Maule     | Torpado       | à 52 s          |
| 9     | Dino Bruni      | Bianchi       | à 5 min 27 s    |
| 10    | Miguel Poblet   | Ignis         | m.t.            |